# Polynaphtalate d'éthylène
Pour les articles homonymes, voir PEN.
 (juin 2015).
Si vous disposez d'ouvrages ou d'articles de référence ou si vous connaissez des sites web de qualité traitant du thème abordé ici, merci de compléter l'article en donnant les références utiles à sa vérifiabilité et en les liant à la section « Notes et références ».

Structure du poly(naphtalate d'éthylène)

Le poly(naphtalate d'éthylène) (PEN), parfois francisé de manière impropre en « polyéthylène naphtalate », est un polyester saturé comparable au poly(téréphtalate d'éthylène) (PET) mais plus résistant en température. Uniquement disponible sous forme de films stabilisés thermiquement et à orientation bi-axiale, il est incolore, semi-cristallin, soit clair comme le cristal, soit légèrement opaque. Comparés à leurs équivalents PET, ils commencent à se rétrécir d'une manière significative à 190 °C au lieu de 130 °C et sont homologués pour une utilisation électrique à long terme à 155 °C au lieu de 105 à 130 °C. Si leur résistance à la traction est similaire, le module des films de PEN est plus élevé, d'environ 25 % à température ambiante mais nettement supérieur dans la zone 100 à 150 °C.

## Commerce
La France, en 2014, est nette importatrice de PEN, d'après les douanes françaises. Le prix moyen à la tonne à l'import était de 2 500 €.